# Olympique Marocain de Rabat
L'Olympique Marocain de Rabat fou un club de futbol marroquí de la ciutat de Rabat.
El club va ser fundat l'any 1919 i desaparegué el 1956.

## Palmarès
- Lliga marroquina de futbol:[1]
  - 1921, 1923, 1924, 1930, 1936, 1937

- Campionat de l'Àfrica del Nord francesa de futbol:
  - 1938